# 趙翼

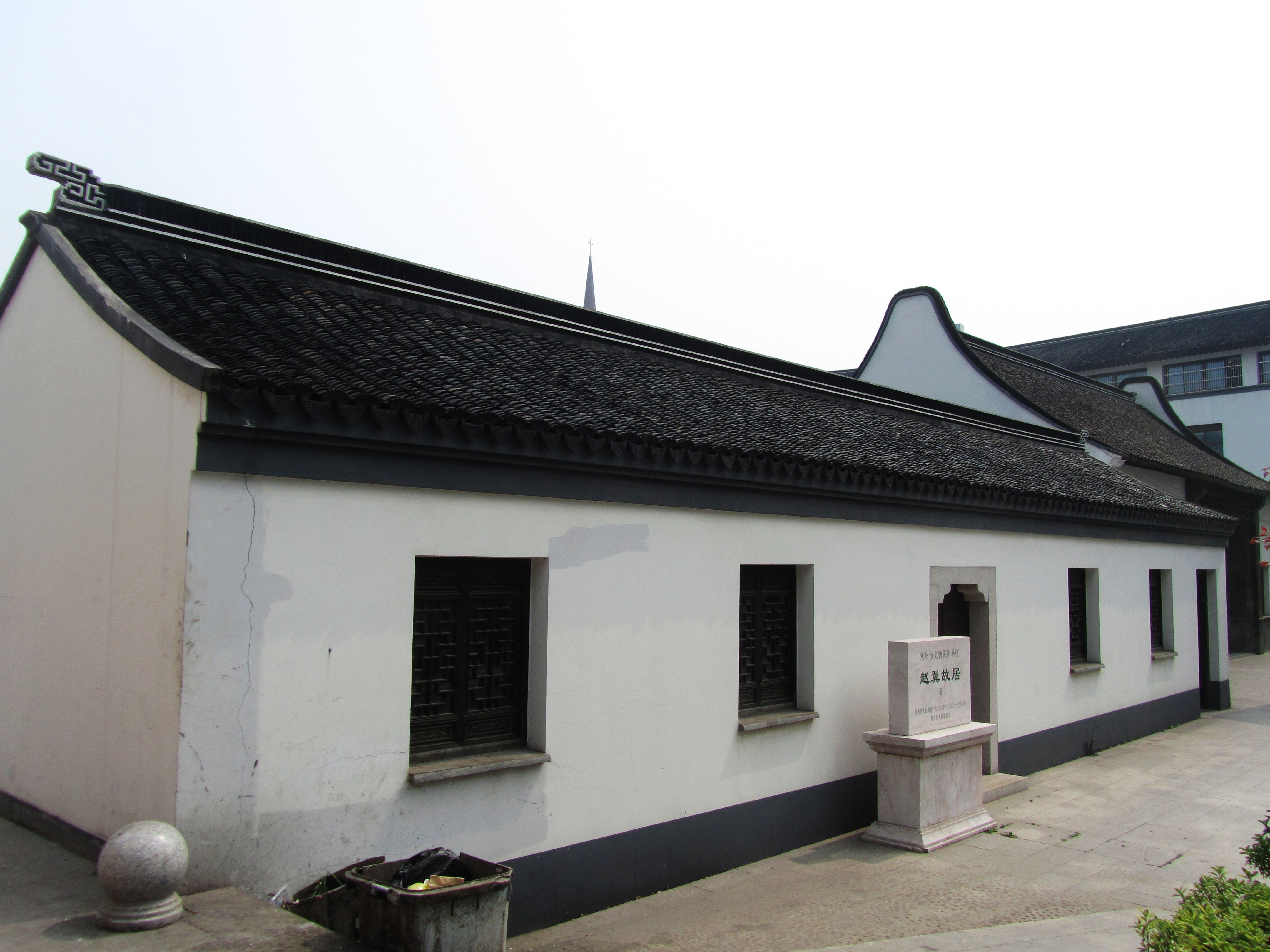
趙翼の故居

趙 翼（ちょう よく、雍正5年10月22日（1727年12月4日 - 嘉慶19年4月17日（1814年6月5日））は、中国清代の代表的な考証学者。字は耘崧（うんしょう）。号は甌北（おうほく）。常州府陽湖県の出身。

## 略歴
商人の家に生まれたが、乾隆帝に認められ軍機処の章京を務めた。その後、乾隆26年（1761年）、進士に及第する。乾隆31年（1766年）、鎮安府の知府となる。本来は殿試一甲第一（状元）であったはずが、偶々一緒に殿試を受けた者の中に災害被災地域出身の受験者であった王杰（1725-1805）という者がおり、恩賜によって特別に一甲第一待遇を受けることになり、趙翼は第三位（探花）に合格順位を下げられた。趙翼は宰相への道を歩くはずが、合格順位を下げられたために翰林院勤務となってしまった。翰林院では『通鑑輯覧』を編纂した。その後、辺遠の地方官を歴任。治績は挙げたものの報いられず、失望して母の病気看護のため、官途を去り、帰郷して『二十二史箚記』などの史学の著述に専念した。乾隆52年（1787年）、旧知の仲の閩浙総督李侍堯の幕僚の一員となり、林爽文の乱の平定で功績を上げるが、特に褒美も受けず、その後は、安定書院の主講として著述に専心した。

## 主要な著作

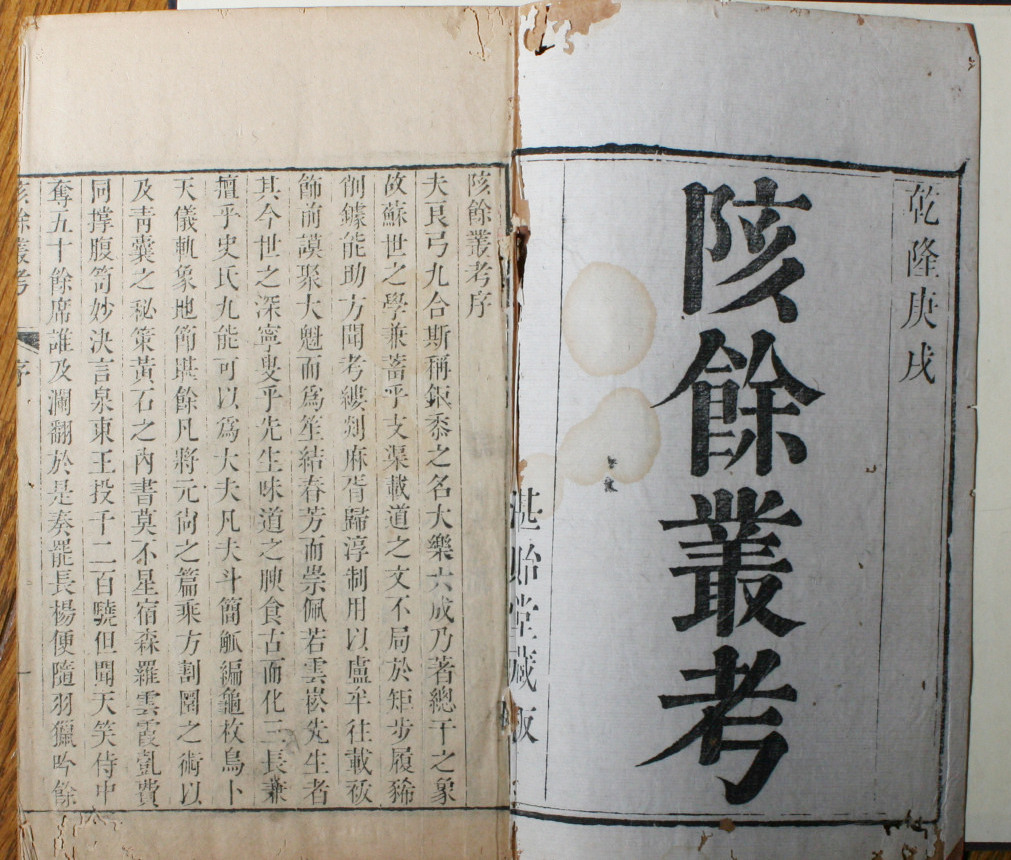
陔余叢考 1772

- 『陔余叢考』
- 『二十二史箚記』
- 『甌北詩鈔』
- 『檐曝雑記』

## 関連文献
- 『清史稿』巻485
- 『清史列伝』巻271
- 『碑伝集』巻86
- 宮崎市定『中国文明の歴史9 清帝国の繁栄』（中公文庫、2000年）ISBN 4122037379